# Le Sahel
Le Sahel ist die Tageszeitung der Regierung Nigers.
Die in französischer Sprache erscheinende Tageszeitung weist eine Auflage von 3000 Stück auf. Der Herausgeber von Le Sahel und der Wochenzeitung Sahel Dimanche ist das Office National d’Edition et de Presse (ONEP) mit Sitz in Niamey, das als Regierungsagentur dem Kommunikationsministerium angeschlossen ist. ONEP betreibt Regionalbüros in Maradi, Tahoua und Zinder. Der Name der Zeitung bezieht sich auf die das Land prägende Sahelzone.

## Geschichte
Die staatliche Tageszeitung Nigers erschien erstmals am 17. November 1961 unter dem Namen Le Temps du Niger. Ihre Journalisten waren Staatsbedienstete. Le Temps du Niger übernahm Meldungen der Agence France-Presse und berichtete über die Aktivitäten der Regierung von Staatspräsident Hamani Diori. Als Hamani Diori 1974 gestürzt wurde und Seyni Kountché an die Macht kam, wurde die Regierungspresse der neuen Staatsführung angepasst und Le Temps du Niger in Le Sahel umbenannt. Unter Kountchés Nachfolger Ali Saibou kam es zu einer Liberalisierung der Presselandschaft. Hatte bislang die Abteilung für Printmedien des Informationsministerium Le Sahel und Sahel Dimanche herausgegeben, übernahm diese Aufgabe 1989 das als Regierungsagentur geschaffene Office National d’Edition et de Presse (ONEP). 1990 erschien mit Haské die erste unabhängige Tageszeitung Nigers, die von Ibrahim Cheick Diop, einem früheren Journalisten von Le Sahel, gegründet worden war.